# 贡扎村委员会
贡扎村委员会（俄语：Гонжинский сельсовет）是俄罗斯联邦阿穆尔州马格达加奇区所属的一个村委员会。其下辖有3个居民点，行政中心为贡扎。据2016年统计，该村委员会的人口为756人。